# El darrer dia d'un condemnat
El darrer dia d'un condemnat (títol original en francès, Le dernier jour d'un condamné) és una novel·la romàntica de Victor Hugo publicada l'any 1829 i que descriu els pensaments d'un home condemnat a mort. Aquest llibre el va escriure primer Hugo anònimament i en poques setmanes, indignat en assistir a l'espectacle públic de la guillotina. No va ser fins a tres anys després que va gosar afegir un prefaci i signar el que havia escrit.
La novel·la es presenta en forma de diari al qual escriu un condemnat a mort mentre espera a la presó durant les vint-i-quatre hores prèvies al dia en què l'executaran. No dona el seu nom, però dona a entendre que ha matat algú. També se sap que té una filla de tres anys, a la qual no reconeixerà, però que podrà veure per últim cop a l'execució. L'home parla sobre els seus sentiments i les seves pors, sobre la seva vida abans d'estar empresonat i sobre les condicions de presoner, que s'estén durant unes sis setmanes.

## Influència
El text d'Hugo va ser traduït dues vegades a l'anglès el 1840. La primera traducció va ser publicada per George William MacArthur Reynolds, autor de la novel·la de penny dreadful The Mysteries of London (1844–48), o The Last Day of a Condemned. La segona traducció el 1840 la va completar Sir P. H. Fleetwood, titulada The Last Days of a Condemned. Fleetwood també va afegir el seu propi prefaci al llibre, explicant per què era important que els activistes britànics contra la pena de mort l'havien de llegir, mentre que Reynolds no va afegir cap material nou substantiu, sinó que va reimprimir el prefaci d'Hugo i va proporcionar unes quantes notes a peu de pàgina que va signar com a " Trans.'
Tot i que l'obra és menys coneguda que algunes de les novel·les d'Hugo, aquesta va tenir la distinció de ser elogiada com "absolutament la més real i veraç de tot el que va escriure Hugo" per Fiódor Dostoievski, que hi va fer referència tant en els seves Cartes i la seva novel·la, L'idiota. En particular, Dostoievski havia patit la percepció psicològica de ser condemnat a mort i va patir una simulacre d'execució després de ser indultat. A més, Dostoievski ret homenatge a la novel·la La sumisa. Cita la novel·la d'Hugo com a mitjà per justificar la idea "fantàstica" d'escriure els pensaments d'una persona en un moment d'angoixa.